# 1269 Роландіа
1269 Роландіа (1269 Rollandia) — астероїд головного поясу, відкритий 20 вересня 1930 року.
Тіссеранів параметр щодо Юпітера — 3,055.